# Pentasomia X
La pentasomia X, nota anche come sindrome 49,XXXXX, è una aneuploidia, una anomalia genomica, in cui una femmina presenta cinque, anziché due, copie del cromosoma X. La pentasomia X è associata a bassa statura, disabilità intellettiva, tratti caratteristici del viso, difetti cardiaci, anomalie scheletriche, puberali e riproduttive. La condizione è molto rara, con una prevalenza stimata tra 1 caso su 85000 e 1 su 250000.
La condizione ha una grande varietà di sintomi ed è difficile delineare un ritratto completo dei suoi fenotipi. Sebbene sia frequente la presenza di una disabilità significativa, ci sono così pochi casi diagnosticati che conclusioni certe sulla presentazione e sulla prognosi rimangono impossibili. La pentasomia X può essere scambiata per disturbi cromosomici più comuni, come la sindrome di Down o la sindrome di Turner, prima che si possa arrivare ad una diagnosi certa.
La pentasomia X non è una condizione ereditata, ma si verifica piuttosto tramite una mancata disgiunzione, un evento casuale nello sviluppo del gamete. In rari casi, può essere correlato al mosaicismo cromosomico di un genitore. Il cariotipo osservato nella pentasomia X è formalmente noto come 49,XXXXX, che rappresenta i 49 cromosomi osservati nella condizione rispetto ai 46 presenti nello sviluppo umano normale.

## Storia
La prima diagnosi di pentasomia X si è avuta nel 1963 in una bambina di due anni cariotipizzata per grave disabilità intellettiva. All'epoca erano già stati registrati quattro casi di sindrome XXXXY. La pentasomia X è stata una delle ultime aneuploidie dei cromosomi sessuali scoperte, preceduta dalla sindrome di Turner, di Klinefelter, e dalla trisomia X tutte individuate nel 1959, dalla sindrome XXYY nel 1960, e dalla sindrome XYY e dalla tetrasomia X nel 1961. Nel 1995, al tempo della revisione pubblicata di Linden, Bender e Robinson sulla tetrasomia e sulla pentasomia dei cromosomi sessuali, erano stati registrati solo 25 casi, di cui quello di una ragazza di 16 anni era quello di età maggiore. Ancora nel 2011, le revisioni pubblicate affermavano che non erano state accertate donne adulte con pentasomia X, sebbene l'organizzazione per i disordini cromosomici abbia sottolineato nel 2005 che il caso più anziano con pentasomia X aveva 29 anni.

## Epidemiologia
La pentasomia X è eccezionalmente rara. Si stima che il disturbo si manifesti in circa 1 donna su 250 000; altre stime più elevate ipotizzano possa verificarsi fino a 1 caso su 85 000, come osservato nella relativa sindrome 49,XXXXY. Nella letteratura medica sono stati riportati meno di trenta casi del disturbo, anche se si ritiene che molti altri casi non siano mai stati diagnosticati. La pentasomia X si verifica solo nelle femmine, poiché la presenza del cromosoma Y è nella maggior parte dei casi correlato allo sviluppo sessuale maschile.

## Eziologia

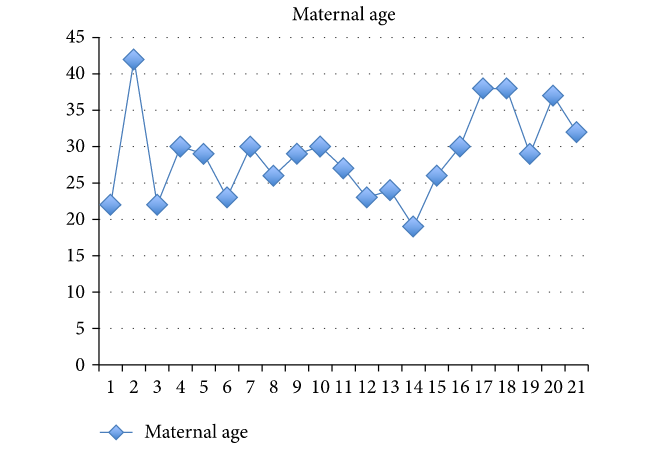
Età della madre in 21 casi di pentasomia X, si noti la relazione non chiara

La pentasomia X è causata da una "non disgiunzione", un processo attraverso il quale vengono prodotti gameti (ovuli o spermatozoi) con troppi o troppo pochi cromosomi. Nella non disgiunzione, i cromosomi omologhi o i cromatidi fratelli non riescono a separarsi correttamente durante la produzione di gameti. Nella tetrasomia e nella pentasomia dei cromosomi sessuali, i cromosomi in eccesso vengono ereditati da un genitore. Nel caso specifico della pentasomia X, tutti i casi noti hanno ereditato i cromosomi aggiuntivi dalla madre. È stato suggerito che ciò sia correlato all'imprinting genomico; in particolare, si ipotizza che loci specifici sui cromosomi sessuali siano interessati dall'imprinting in modo tale che solo il sovraimprinting materno sia sopravvissuto e che i casi di pentasomia X in cui i cromosomi aggiuntivi siano stati ereditati dal padre sarebbero incompatibili con la vita. Così come durante lo sviluppo dei gameti, la non disgiunzione può verificarsi dopo il concepimento, determinando un cariotipo a mosaico.
La non disgiunzione è correlata all'età materna avanzata, sebbene, a causa della sua rarità, l'effetto di questa nella pentasomia X non è chiaro. Le sindromi da aneuploidia più comuni, come la sindrome di Down e la sindrome di Klinefelter, presentano forti relazioni con l'età materna. La pentasomia X non è ereditaria e non è causata dalle azioni dei genitori, tuttavia, in rari casi, la pentasomia X può essere correlata al mosaicismo cromosomico di un genitore.
L'inattivazione del cromosoma X è un fattore importante nella pentasomia X, si tratta di un processo attraverso il quale i geni nella seconda copia sovrannumeraria del cromosoma X vengono disattivati, in modo che ogni cellula abbia solo una copia attiva del cromosoma. Tuttavia, l'inattivazione di X sembra essere interrotta nella pentasomia X, consentendo a metà del materiale genetico, presumibilmente inattivo, di funzionare effettivamente. Si presume che ciò contribuisca al grave fenotipo della condizione rispetto ad altre aneuploidie dei cromosomi sessuali.

## Clinica

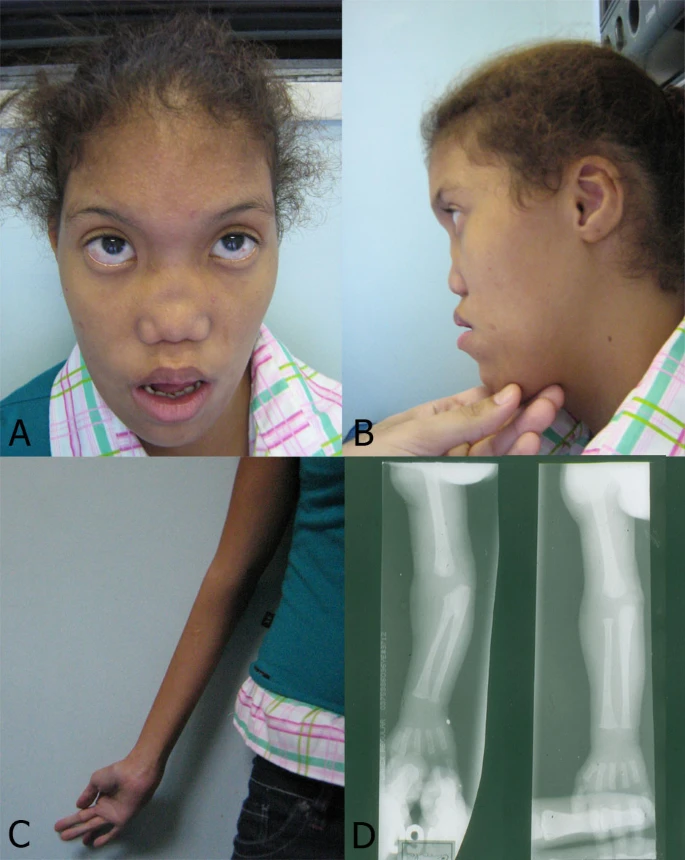
Una ragazza di 15 anni con pentasomia X mostra gli effetti della condizione su viso, sugli arti e sull'apparato scheletrico

Le principali caratteristiche cliniche della pentasomia X sono una disabilità intellettiva, bassa statura, anomalie facciali e muscoloscheletriche e difetti cardiaci congeniti. Sebbene sia stato registrato un caso in cui vi era un quoziente intellettivo di poco inferiore alla media, tutti gli altri casi noti avevano un QI medio di 50. Il quadro generale è dunque quello di una disabilità intellettiva moderata, definita da una capacità cognitiva in età adulta simile a quella di un bambino di sei-otto anni e dalla capacità di acquisire competenze di base per la vita e il lavoro solo grazie al supporto. Alcune ragazze con pentasomia X ricevono un'istruzione speciale nelle scuole ordinarie, mentre altre frequentano scuole speciali.
La pentasomia X è associata a una serie di anomalie fisiche, tra cui bassa statura, clinodattilia (mignolo incurvato) e caratteristiche facciali distintive. Reperti comuni includono microcefalia, orecchie basse, ipertelorismo (occhi distanziati) e pieghe epicantiche. La caratteristica facies è stata descritta come "grossolana", molto simile a quella riscontrabile nella tetrasomia X, una condizione simile. La pentasomia X è unica tra le polisomie del cromosoma X per la sua associazione con la bassa statura, mentre la maggior parte delle altre condizioni sono correlate ad una statura mediamente alta; l'altezza media nella pentasomia X presenta una deviazione standard al di sotto della norma. L'ipotonia, spesso grave, è riscontrata frequente, così come problemi muscoloscheletrici correlati come la displasia dell'anca. La gravità delle lussazioni articolari ripetute può portare a una diagnosi differenziale con la sindrome di Larsen, come suggerito in un caso riportato. La maturazione ossea può essere ritardata. Un altro reperto scheletrico riscontrabile è il taurodontismo, in cui la polpa dentaria è più spessa nelle radici; sono state segnalate anche altre anomalie dentali, come denti mancanti e grave carie. Questi reperti non sono specifici della pentasomia X, ma piuttosto comuni nelle aneuploidie dei cromosomi sessuali in generale e in particolare mostrano una forte somiglianza con la controparte maschile 49,XXXXY. Pieghe epicantiche e ipertelorismo si osservano anche nella tetrasomia e nella trisomia X, mentre la clinodattilia e la sinostosi radioulnare sono osservate in tutte le aneuploidie dei cromosomi sessuali, il taurodontismo è specificamente comune alle polisomie del cromosoma X.
La pentasomia X ha uno dei più alti tassi di difetti cardiaci congeniti rispetto a qualsiasi altro disturbo cromosomico, con il 56,5% dei pazienti diagnosticati che presenta un difetto cardiaco di qualche tipo. Particolarmente frequente è la pervietà del dotto di Botallo. La maggior parte di queste condizioni si risolve senza dover ricorrere ad un intervento chirurgico, sebbene in una minoranza dei casi si renda comunque necessario. Sono frequenti anche i difetti del setto ventricolare. Altri problemi frequentemente registrati includono difetti all'apparato escretore. Anche l'epilessia è stata associata a questa condizione, tuttavia sembra essere rara. Nelle aneuploidie dei cromosomi sessuali nel loro complesso, l'epilessia è solitamente lieve e gestibile con l'opportuno trattamento.
Nella pentasomia X si riscontra un'alterazione della pubertà, sebbene siano stati riportati pochi adulti con questa condizione, l'intera portata di tali alterazioni non è chiara. Nella condizione simile, la tetrasomia X, la metà di tutte le donne presenta una pubertà normale, mentre la metà non sperimenta una pubertà o non ha una pubertà completa. Alcune adolescenti e donne adulte con pentasomia X sono stati prepuberali, mentre alcune hanno avuto un'insufficienza ovarica prematura (menopausa precoce) mentre alcune hanno avuto uno sviluppo puberale apparentemente normale. Sebbene i genitali esterni siano generalmente normali, è frequente una disfunzione gonadica sottostante, inclusa la disfunzione ovarica o un utero insolitamente piccolo. Non sono noti casi di donne con pentasomia X che hanno avuto figli ma, sebbene la fertilità sia probabilmente ridotta, alcune donne potrebbero aver avuto prole.
Poco si sa del fenotipo psicologico e comportamentale caratteristico della pentasomia X. Le ragazze e le donne con il disturbo sono spesso descritte come timide e cooperative. Tali tratti sono comuni ad altre condizioni che coinvolgono copie extra del cromosoma X. I ritardi nello sviluppo possono causare difficoltà di comunicazione, con conseguente frustrazione e scoppi d'ira. Nel complesso, la sindrome non è associata a gravi problemi comportamentali.
Un certo numero di disturbi è stato segnalato come comorbidità con le aneuploidie dei cromosomi sessuali, inclusa la pentasomia X. In un caso clinico, la pentasomia X si è verificata insieme alla altrettanto rara sindrome da iperimmunoglobulina E. Altre possibili associazioni casuali includono la paralisi cerebrale e la malformazione di Dandy-Walker.

## Diagnosi
Le aneuploidie cromosomiche come la pentasomia X vengono diagnosticate attraverso il processo di cariotipizzazione o test cromosomico. La diagnosi non può essere fatta sulla base del solo fenotipo, poiché molte altre condizioni si presentano allo stesso modo.
Il fenotipo della pentasomia X non è specifico del disturbo e molte altre condizioni possono rappresentare diagnosi differenziali. Una di queste è la tetrasomia X, una condizione correlata in cui una ragazza o una donna presenta quattro copie del cromosoma X. I profili generali delle condizioni sono simili, con ritardi dello sviluppo, lievi dismorfismi e anomalie congenite condivise, come la clinodattilia e sinostosi radioulnare. Tuttavia, il fenotipo della pentasomia X appare più grave di quello della tetrasomia X, con un QI più basso e dismorfismi più gravi. La pentasomia X ha anche caratteristiche aggiuntive non comuni nella tetrasomia, come la bassa statura. Sono possibili anche cariotipi a mosaico, con cellule sia 48,XXXX che 49,XXXXX. Sebbene siano stati segnalati pochissimi casi di mosaico, il fenotipo appare di gravità intermedia tra tetrasomia e la pentasomia X.
Un'altra possibile diagnosi differenziale è relativa alla sindrome di Down. Le caratteristiche delle due condizioni si sovrappongono e in mancanza di un accertamento genetico si può presumere che alcune ragazze con pentasomia X abbiano la sindrome di Down. Alcuni casi di pentasomia X hanno avuto storie familiari di sindrome di Down, favorendo la speculazione che le condizioni possano tendere a ripresentarsi nelle stesse linee familiari; in alternativa, può suggerire che alcuni pazienti con diagnosi di sindrome di Down sulla base del fenotipo possano effettivamente avere la pentasomia X.
Il fenotipo della pentasomia X è stato anche paragonato a quello della sindrome di Turner, caratterizzata da una donna avente una sola copia del cromosoma X. Sia la sindrome di Turner che la pentasomia X, sono disturbi esclusivamente femminili caratterizzati da bassa statura, difetti cardiaci e sviluppo puberale anomalo. Tuttavia, le disabilità intellettive osservate nella pentasomia X appaiono raramente nella sindrome di Turner.

## Prognosi
La prognosi a lungo termine della pentasomia X non è chiara, a causa della sua bassa prevalenza. Sebbene alcune revisioni presenti in letteratura affermino una prognosi infausta a causa dei difetti congeniti osservati nei casi gravi, i gruppi di supporto riportano anomalie più lievi rispetto a quelle descritte negli studi, portando come esempio anche i casi di donne adulte con pentasomia X ma in complessiva buona salute. Lo spettro di gravità varia; la necessità di un sostegno a lungo termine è variabile, anche se è stato segnalato che alcune donne siano in grado di lavorare a tempo parziale e di gestire parte delle proprie necessità. Per i disturbi della tetrasomia e della pentasomia dei cromosomi sessuali nel loro complesso, la buona prognosi è legata alla presenza di un forte sostegno da parte dei genitori e della comunità. È stato riportato che le ragazze e le donne con pentasomia X i cui caregiver hanno agito efficacemente per il loro supporto, hanno raggiunto un maggior successo personale e sociale rispetto al ritratto generale fornito dalla letteratura medica.